# Waltheria bahamensis
Waltheria bahamensis är en malvaväxtart som beskrevs av Nathaniel Lord Britton. Waltheria bahamensis ingår i släktet Waltheria och familjen malvaväxter. Inga underarter finns listade i Catalogue of Life.